# Yasuyuki Honne
Yasuyuki Honne (本根 康之, Honne Yasuyuki) (né le 5 mars 1971) est un directeur artistique japonais ainsi que le coréalisateur de la série des Baten Kaitos.
On lui doit notamment les directions artistiques de Xenogears et de Chrono Cross pour Square Co.. Yasuyuki Honne travaille actuellement pour Monolith Soft pour qui il a réalisé une partie des premiers concept arts de Xenoblade.

## Ludographie
Yasuyuki Honne a été crédité sur les jeux suivants :
- Front Mission[2] (1995): Assistant Graphic Designer
- Chrono Trigger (1995) : Field Graphic
- Treasure Conflix (1996) : Main Graphic
- Xenogears (1998) : Directeur artistique, Map Textures
- Chrono Cross (1999) : Directeur artistique, Art Conceptualization, Field Map Artwork
- Xenosaga Episode I: Der Wille zur Macht (2002) : Directeur artistique, Map Designer
- Baten Kaitos : Les Ailes éternelles et l'Océan perdu (2003) : Directeur, Art Director, Map Painter, Map Designer
- Dirge of Cerberus: Final Fantasy VII (2006) : Remerciements spéciaux
- Baten Kaitos Origins (2006) : Directeur, directeur artistique, Map Painter, Map Designer, Open Movie Designer
- Super Smash Bros. Brawl (2008) : Map Designer
- Dragon Ball Z: Attack of the Saiyans (2009) : Producteur, directeur artistique
- Xenoblade Chronicles (2010): modèle
- The Legend of Zelda: Skyward Sword (2011): remerciements
- Project X Zone (2012): carte superviseur graphique
- Animal Crossing: New Leaf (2012): remerciements